# Coptis aspleniifolia
Coptis aspleniifolia es una especie de plantas de la familia de las ranunculáceas.

## Hábitat
Se encuentra en los dos tercios norte de la Columbia Británica, en Alaska, y a lo largo de las Cascades hasta Washington y es una planta nativa de las selvas tropicales templadas de la región.  A menudo se encuentra en el sotobosque de los bosques de coníferas, como parte de un sistema de múltiples doseles sobre suelos orgánicos. También se encuentra en bosques húmedos y turberas. La planta es considerada común y generalizada en su rango nativo.

## Descripción
Es una planta perenne peludo y de cinco a 30 centímetros de altura.  Sus hojas se asemejan a las de los helechos, son todas basales, de color verde oscuro y brillantes y  dividida en cinco o más segmentos. Florece a mediados de primavera con flores de color blanco verdoso pálido o amarillo. Tiene dos o tres se flores por tallo, cada una con cinco a siete sépalos y de cinco a siete delgados pétalos. 
La planta recibe su nombre común de sus hojas, que están estructurados de forma similar a los helechos comunes y de sus raíces, que son de tonalidad oro vibrante cuando están peladas. Desempeña varias funciones en el ecosistema, ya que actúa como una protección de la cubierta del suelo, manteniendo la humedad en el mismo, proporcionando sombra, y proporcionando una fuente de alimento para los ciervos. 

## Taxonomía
Coptis asplenifolia fue descrita por Richard Anthony Salisbury y publicado en Botanische Jahrbücher für Systematik, Pflanzengeschichte und Pflanzengeographie 16: 304, en el año 1893.
Sinonimia
- Chrysocoptis asplenifolia Nutt.
- Coptis asplenifolia var. biternata Huth	[2]